# 12996 Claudedomingue
A 12996 Claudedomingue (ideiglenes jelöléssel (12996) 1981 EV28) a Naprendszer kisbolygóövében található aszteroida. Schelte J. Bus fedezte fel 1981. március 1-jén.

## Kapcsolódó szócikk
- Kisbolygók listája (12501–13000)